# Louis Vian
Louis Vian, né le 24 février 1896 à Marseille et mort le 10 février 1925 à Marseille, est un catholique français. Il est mortellement blessé par balle tandis qu'il sortait d'une réunion de la Fédération nationale catholique.

## Biographie
Courtier en grains et veuf, Louis Vian participe à une réunion privée de la Fédération nationale catholique sous la présidence du général de Castelnau le 9 février 1925 à la salle Prat à Marseille. Une importante contre-manifestation est organisée par les socialistes, les syndicats CGT, le Parti socialiste communiste de Simon Sabiani, le Parti communiste et les Syndicats unitaires. 
Le service d'ordre composé principalement de ligueurs dont des Camelots du Roi, de scouts catholiques et d'agents de police, ne parvient pas à empêcher les troubles. Une « incroyable chasse à l'homme » au niveau de la rue Paradis, de la place Castellane et de la place de Rome se déroule. Des laïcs et des clercs catholiques sont agressés à coups de matraques. Les bagarres blessent une centaine de personnes. Deux personnes sont tuées : Ephrem Ville et Louis Vian.

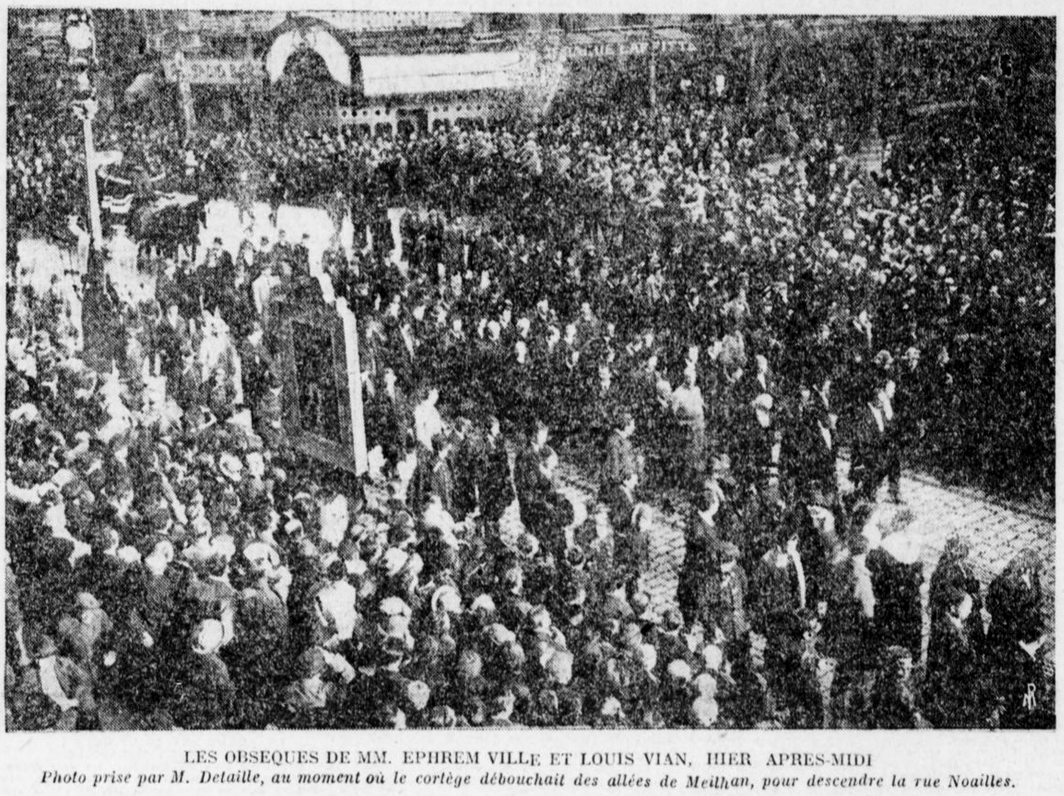
Obsèques de Louis Vian et Ephrem Ville à Marseille dans Le Petit Marseillais du 13 février 1925.

Louis Vian est blessé par balle par Ricardo Caretti, ouvrier italien et communiste. Il est rapidement transporté à la clinique Sainte-Philomène et décède des suites de ses blessures. Le meurtrier est condamné à sept ans de prison et cinq ans d'interdiction de séjour.
L'événement est rapporté dans la presse comme le « guet-apens de Marseille »,, ou le « massacre de Marseille »,,.
Les obsèques célébrées le 12 février 1925 attirent une foule nombreuse.
Le 9 juin 1925, Charles Maurras fait référence aux deux morts de cette soirée dans sa Lettre à Schrameck dans laquelle il menace de mort le ministre de l'Intérieur.